# Blackstone Plain
Koordinaten: 57° 46′ S, 26° 30′ W

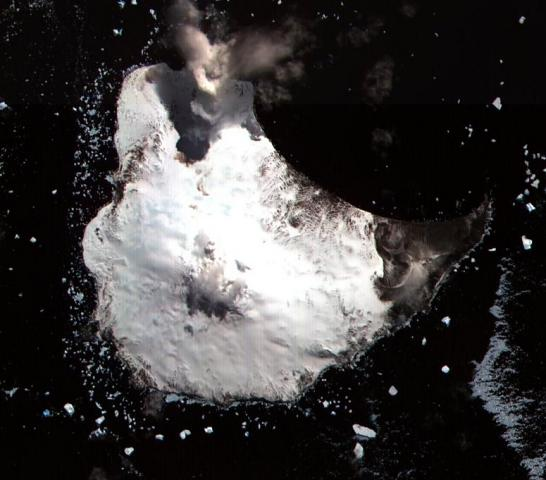
Satellitenbild von Saunders Island mit der Blackstone Plain im Norden der Insel

Die Blackstone Plain (englisch für Schwarzsteinebene) ist eine kleine Ebene am nördlichen Ende der Insel Saunders Island im Archipel der Südlichen Sandwichinseln. Sie liegt unmittelbar südlich des Harper Point. Sie besteht aus dunkler basaltischer Lava und ist, wie 1964 die Besatzung des britischen Schiffs HMS Protector feststellte, das einzige eis- und schneefreie Gebiet der Insel.
Seinen deskriptiven Namen erhielt die Ebene 1971 durch das UK Antarctic Place-Names Committee.